# 大埔 (宜蘭縣)
大埔，是臺灣宜蘭縣五結鄉的一個傳統地域名稱，位於該鄉中部偏南。相較於今日行政區，其範圍大致為協和村不含西北部凸出部分及南部。
冬山河親水公園位於本地區東南部與鐤撖社地區交界地帶。

## 歷史
台灣清治末期，大埔地區為一街庄，稱為「大埔庄」，隸屬於茅仔藔堡。該庄昔日東隔羅東溪（今名冬山河）與頂清水庄為界，南與鐤橄社庄為鄰，西邊為頂五結庄，北邊為中一結庄、松仔腳庄。
1901年（日明治三十四年）11月，該庄隸屬於宜蘭廳，編入第十四區。1905年（明治三十八年）7月，該區改名為「茅仔寮區」。1920年（大正九年），該庄改制為「大埔」大字，隸屬於臺北州羅東郡五結庄。
戰後五結庄改制為五結鄉，隸屬於臺北縣，大字亦改制為村。1950年10月，北、基、宜分治，五結鄉改隸屬於宜蘭縣。

## 聚落
本地區發展較早的聚落為大埔，在日治期初期的官方地圖上已有記載。

## 交通
省道台7丙線（親河路二段）是大同鄉牛鬥橋至利澤簡的幹道，大致以西向東轉西北—東南走向經過大埔地區南部一小段邊界。由該道路向西可前往羅東、冬山西北部、三星、大同鄉牛鬥橋並止於省道台7線本線路口，向東南可前往利澤簡並止於省道台2戊線路口。
鄉道宜23線（孝威南路、親河路二段88巷）是茅仔寮至利澤簡的道路，其南側端點位於本地區南部邊界地帶的省道台7丙線路口。由此向北偏西出境後可前往松子腳西南部、中一結與松子腳交界地帶、中二結與四百名交界地帶、茅子寮並止於其東部鄉道宜22線路口。
鄉道宜23-1線（公園路）是大埔至親水公園的道路，其東南側端點位於本地區東南部的冬山河親水公園。由此向西北出境後可前往松子腳南部並止於鄉道宜23線路口。
鄉道宜25線（五結中路一段）是二結至冬山的道路，大致以北北西—南南東走向經過本地區西部近邊界地帶。由該道路向北北西可前往頂五結東部的五結市區、下五結與下三結交界地帶、頂三結、二結中部偏西南並止於省道台9線路口，向南南東可前往鐤撖社、打那岸東部、月眉東部、武淵、武罕與三堵邊界地帶、珍珠里簡、冬山市區並止於鄉道宜30線路口。
傳藝路又名「北宜高羅東連絡道」，是羅東車站後站至傳統藝術中心的新建幹道，大致先以西南西—東北東走向經過本地區西北部凸出部分，再以西北西—東南東走向轉西南西—東北東走向經過本地區東北部。由該道路在本地區的西段西側向西南西可前往頂五結南部、十八埒並止於羅東車站後站的站東路路口，由該道路在本地區的東段東側向東北東可前往頂清水並止於傳統藝術中心東南側的省道台2線路口。

## 文化資產
- 大埔永安石板橋（縣定古蹟）

## 景點
- 冬山河親水公園（部分）